# Hermina Huiswoud
Hermina "Hermie" Huiswoud, geboren Hermina Alicia Dumont (New Amsterdam (Guyana), 8 oktober 1905 – Amsterdam, 1998) was een politieke activiste. Ze behoorde samen met haar man Otto Huiswoud tot een generatie antikoloniale denkers, leiders en organisatoren die actief waren in de strijd tegen Europees en Amerikaans imperialisme. Beiden waren lid van een internationaal anti-imperialistisch netwerk dat onder meer via de Internationale Communisten (Komintern) contact onderhield om op basis van marxistisch-leninistische ideologie revolutionair verzet te organiseren. Huiswoud heeft, net als vele andere zwarte vrouwen, een cruciale rol gespeeld in het organiseren van politieke activiteiten voor de communistische partij. Ze werkt als vertaler voor de Komintern en schrijft voor het maandblad The Negro Worker.

## Levensloop
Huiswoud migreerde op veertienjarige leeftijd met haar moeder van Brits-Guiana naar de Verenigde Staten, waar ze werkte voor de lokale tak van de NAACP. Daar ontmoette ze Otto Huiswoud, waarmee ze in 1926 op eenentwintigjarige leeftijd trouwde. Door de verbinding die het paar met de communisten had, werden ze in de gaten gehouden door de FBI. Het werk van Hermina en Otto Huiswoud werd nog gevaarlijker toen in Duitsland de nazi’s aan de macht kwamen. Het communisme werd door hen gezien als vijand van het Derde Rijk en in 1933 arresteerden ze George Padmore en zetten hem Duitsland uit. Otto nam de taken van Padmore over, en het echtpaar verhuisde van Parijs naar Antwerpen.
Onder de schuilnamen Charles Woodson en Helen Davis deden ze alsof ze werken voor de Crusader News Agency, dat zogenaamd in Kopenhagen zat. In september 1934 werden ze ontdekt en gearresteerd. ‘Het volledige septembernummer van The Negro Worker zat in mijn koffer, ik verstopte het onder mijn kleding en de agent wist niet waar hij naar moest zoeken’, schreef Huiswoud erover. Na acht dagen gevangenschap werden ze op de trein naar Nederland gezet – het septembernummer smokkelden ze mee. Vanuit Nederland gingen ze door met de publicatie.
Toen Stalin aan de macht kwam in de Sovjet-Unie begon voor velen het utopische beeld van de socialistische heilstaat halverwege de jaren dertig af te brokkelen. De Komintern veranderde onder zijn bewind ook van koers, waarbij er steeds minder aandacht was voor ‘the Negro Question’. Notabele zwarte communisten zoals George Padmore en Claude McKay keerden de partij de rug toe. Huiswoud en haar man verbleven tot 1938 in Parijs en vertrokken een jaar later weer naar de Verenigde Staten. Ze hebben nooit expliciet afstand genomen van de communistische partij, maar hun carrière als ‘professioneel revolutionairen’ in dienst van de communistische partij kwam ten einde.
Na de Tweede Wereldoorlog verhuisden ze naar Amsterdam, waar ze zich inzetten voor de Vereniging Ons Suriname. De van oorsprong gezelligheidsvereniging werd onder Otto Huiswouds voorzitterschap in de jaren vijftig - een broeinest van anti-koloniale, politieke en culturele activiteiten.
Huiswoud en haar man bleven tot het einde van hun leven aan elkaar en aan de strijd voor hun idealen verbonden. Otto Huiswoud overleed in 1961, zijn vrouw leefde tot 1998. Ze wijdde haar leven aan het verzamelen van boeken en documenten over de strijd waar ze haar hele leven al mee bezig was geweest en aan het documenteren van het leven van Otto.

## Gedachtegoed
De Huiswouds zagen vanuit hun anti-koloniale gedachtegoed de strijd tegen racisme en imperialisme als onlosmakelijk verbonden met de strijd tegen klassisme en kapitalisme, en de strijd van onderdrukte groepen in het Caraïbische gebied zagen ze als onlosmakelijk verbonden met de strijd voor vrijheid en onafhankelijk van gekoloniseerde landen in Afrika, Azië en andere delen van de wereld. De Huiswouds behoren tezamen met George Padmore, C.L.R. James en Aimé Césaire tot de eerste generatie Caribische marxisten, waar Frantz Fanon ondanks zijn jongere leeftijd ook toe gerekend kan worden.
Huiswoud behoort tot een generatie zwarte vrouwen die de strijd van de arbeidersklasse verbindt aan gender en ras. Ze is daarmee een voorloper van wat nu intersectionaliteit heet en vestigt de aandacht op wat het betekent zwart én een vrouw te zijn.